# Angela maxima
Angela maxima är en bönsyrseart som beskrevs av Lucien Chopard 1910. Angela maxima ingår i släktet Angela och familjen Mantidae. Inga underarter finns listade i Catalogue of Life.